# سفارت الجزایر در واشینگتن
سفارت الجزایر در واشینگتن (به انگلیسی: Embassy of Algeria) یک منطقهٔ مسکونی و نمایندگی سیاسی این کشور در ایالات متحده آمریکا است که در واشینگتن، دی.سی. واقع شده‌است.